# Vraneši (Vrnjačka Banja)
Vraneši (em cirílico: Вранеши) é uma vila da Sérvia localizada no município de Vrnjačka Banja, pertencente ao distrito de Ráscia, na região de Ráscia. A sua população era de 1400 habitantes segundo o censo de 2011.

## Demografia
| 1948 | 1953 | 1961 | 1971 | 1981 | 1991 | 2002 | 2011 |
| ---- | ---- | ---- | ---- | ---- | ---- | ---- | ---- |
| 1409 | 1415 | 1432 | 1487 | 1550 | 1529 | 1418 | 1400 |